# Earendil
Earendil egy kitalált szereplő J. R. R. Tolkien mitológiájában. Tünde és ember gyermeke, A szilmarilokban szerepel. Apja Tuor, anyja Idril Celebrindal, felesége Elwing, gyermekeik („Tar-Minyatur”) Elros és Elrond.

## Származása, születése és élete Gondolin bukása előtt
Earendil apja Tuor volt, Huor fia, akit Ulmo küldött Gondolinba Turgonhoz, hogy figyelmeztesse, népe végveszélyben van. Ulmo azt tanácsolta Turgonnak, hogy hajózzon a tengerhez, de az elutasította. Tuor Gondolinban maradt, és beleszeretett Idrilbe, Turgon lányába, és hét év után feleségül vette. Idril egy fiúgyermeket szült neki: Earendilt. Earendilt mindenki szerette Gondolinban, kivéve Maeglint, Turgon húgának a fiát, de Idril rettegett. Ezért egy titkos alagutat építtetett.

## Maeglin árulása
Maeglin árulása után néhány évvel Morgoth Gondolinra eresztette orkjait és balrogjait. Gondolin ostromakor Maeglin megpróbálta megölni Earendilt és a hatalmába keríteni Idrilt, de Earendilt nem sikerült leszúrnia, Tuor pedig lehajította őt az Amon Gwarethről.

## Menekülés Gondolinból és letelepedés a Sirion torkolatában
Miután a város elesett, Tuor, Idril, Earendil, Galdor, Glorfindel és sok más Gondolini tünde elmenekült a Tuor által építtetett titkos alagúton a Cristhornhoz, és onnan a Sirion torkolatához. Ott növekedett Gondolin és Doriath maradéka. Tuor egyszer szerzett egy éneket Earendilnek a tengerről, és ez önmagában is vágyat ébresztett, és Idrillel elhajózott.

## A Vingilot és Earendil utazása
Earendil feleségül vette Dior Eluchíl lányát, a szép Elwinget, aki két fiút szült neki:Elrondot, később Imladris urát, és Elrost, akit később Númenor első királyaként quenyául Tar-Minyaturnak neveztek. Közben Earendil Círdan, a Hajóács segítségével megépítette minden idők legszebb hajóját, a Vingilotot, a Habok Virágát, és járta vele a tengereket. De közben Fëanor fiai, akiket kötött az esküjük a szilmarilok visszaszerzésére, megtámadták Elwinget, aki a szilmarilt őrizte, és győztek, Elrondot és Elrost fogságba vetették, de a szilmaril nem lett az övék:Elwing a tengerbe vetette magát. De a szilmaril nem veszett el, mert Ulmo nagy fehér madárrá változtatta Elwinget, aki a férje hajójára repült, és odaadta neki a szilmarilt, és Earendil elhatározta, hogy megbékíti a valákat a noldák és az edánok bűneiért. A szilmaril hatalmával átjutott az Elvarázsolt Szigeteken és Eresseán, és kikötött Amanban. A valák megbocsátottak, de Earendil és Elwing nem térhetett vissza Középföldére, hanem ott kellett maradniuk Valinorban. A hajót a valák magukhoz vették és megszentelték, és Earendil a szilmarillal és a Vingilottal csillagként járja az égboltot. Ez a Gil-Estel, a Jóreménység Csillaga.

## Az Izzó Harag Háborújában
Az Izzó Harg Háborújában a veresége előtt Morgoth kiengedte Angbandból a szárnyas sárkányokat, de jött Earedil és Thorondor az ég minden madarának kíséretében, és Earendil levágta Fekete Ancalagont, a sárkánysereg legnagyobbikát, és lehajította az égről, és az porrá zúzta a Thangorodrim tornyait, és akkor felkelt a nap. A csata után Morgothot Manwe kitaszította a Semmibe, és az ég peremén Earendil áll őrt, hogy Morgoth ne jöhessen vissza.